# Evasão escolar
Evasão escolar é o que ocorre quando um aluno deixa de frequentar a escola e fica caracterizado o abandono escolar, e historicamente é um dos tópicos que faz parte dos debates e análises sobre a educação pública.
É comum a confusão quanto ao entendimento das palavras abandono escolar e evasão escolar, apesar de serem usadas em muitos momentos como sinônimos, particularizam situações diferentes para o afastamento estudantil.  Em uma entrevista concedida ao Observatório de Educação - Ensino Médio e Gestão, a educadora e gestora da educação Macaé Evaristo explica com mais detalhes as diferenças entre estas duas situações de infrequência escolar. A entrevista foi concedida quando a especialista era Secretaria de Educação do estado de Minas Gerais, cargo que ocupou de 2015 a 2018. Partindo do princípio de que os conceitos são diferentes, ela explica que o abandono escolar seria passar a não frequentar as aulas durante o ano letivo interrompendo os estudos, enquanto a evasão escolar seria o aluno ter sido aprovado ou reprovado no fim do ano e no entanto, não formaliza a sua matrícula para o ano seguinte, podendo ser visualizado pelo Censo Escolar.
De acordo com Riffel e Malacarne (2010), Evasão é o ato de evadir-se, fugir, abandonar; sair, desistir; não permanecer em algum lugar. Quando se trata de evasão escolar, entende-se a saída ou abandono da escola para realização de outra tarefa. A diferença entre evasão e abandono escolar foi utilizada pelo Instituto Nacional de Estudos e Pesquisas Educacionais Anísio Teixeira/Inep (1998). Nesse caso, “abandono” significa a situação em que o aluno desliga-se da escola, mas retorna no ano seguinte, enquanto na “evasão” o aluno sai da escola e não volta mais para o sistema escolar. 
Vários fatores podem ocasionar a evasão escolar. Dentre eles se encontram uma gravidez indesejada, o ensino sucateado, metodologias inadequadas, professores despreparados, problemas sociais, descaso por parte do governo, da família e etc. A discussão sobre a origem do problema varia conforme o ponto de vista dos debatedores. Pode partir tanto do papel que a família ocupa, quanto do Estado e da escola em relação à vida escolar da criança, ou também das elites dominantes, sejam elas econômicas, religiosas, ou de outra espécie.

Segundo o autor Lindgren (1984, p. 84), a família é a base para a criação de uma estrutura educacional de um país. 
A família, e não a escola, proporciona as primeiras experiências educacionais à criança. Estas experiências começam na infância, com as primeiras tentativas de orientar e dirigir a criança_ de treiná-la, como dizemos num nível consciente, mas, na maior parte das vezes, os pais não têm absolutamente consciência de que estão tentando influenciar o comportamento dos filhos. 
Dessa forma, a família ocupa um papel importante quando se trata de omissão e desestimulo das crianças frente aos estudos, além disso, as desigualdades socioeconômicas e a negligência do Estado prejudicam, sobretudo, aqueles que se encontram em situação de extrema pobreza e, portanto, é necessário refletir acerca de alternativas que possibilite a efetivação dos direitos básicos para as populações que carecem dessas garantias. E compreender a razão para a evasão e abandono escolar tem um importante papel no diagnóstico e no encontro de possíveis soluções para o cenário.  O IBGE divulgou em julho de 2020 uma pesquisa em que consta que na passagem do ensino fundamental para o ensino médio são acentuados o abandono e a evasão escolar. De 50 milhões de pessoas com idades entre 14 e 29 anos, dez milhões, ou seja, 20% delas, não finalizaram alguma das etapas da educação básica, sendo que 71,7% são pretos e pardos e os principais motivos estavam entre a necessidade de trabalhar, a falta de interesse e a gravidez.
Outro estudo realizado pelo Ipec para o UNICEF em agosto de 2022, revela que 2 milhões de meninas e meninos de 11 a 19 anos que ainda não haviam terminado a educação básica deixaram a escola no Brasil. Eles representam 11% do total da amostra pesquisada. Na classe AB, o percentual é de 4%, enquanto, na classe DE, chega a 17% – ou seja, é quatro vezes maior.
A evasão escolar causa diversos problemas ao indivíduo, entre eles encontra-se a dificuldade de inserir-se no mercado de trabalho, sem uma formação e qualificação profissional, torna-se quase que impossível para alguém que evadiu apropriar-se de um meio de trabalho e produção. Isso causa danos tanto para esse indivíduo quanto para o crescimento econômico do país, além de agravar a desigualdade social. 
Há vários fatores que causam a evasão escolar, como já dito, mas nesses últimos anos ouve um maior aumento devido à pandemia do COVID-19. Esse novo cenário trouxe mudanças para a educação, fechando escolas por tempo indeterminado e recorrendo as plataformas digitais e as Tecnologias da informação e comunicação (TICs) para continuar o ano letivo e não prejudicar os alunos. Mas os professores nem os alunos tinham um letramento digital adequado para esse cenário, já que os professores por diversas vezes não têm uma formação inicial e continuada que promova esses conhecimentos, o que influência na aprendizagem dos alunos. Outro fator é a falta de acesso a aparelhos tecnológicos para classes sociais menos privilegiadas, devido aos custos e dificuldade de acesso. Esses pontos refletem na evasão escolar como consequência, já que os alunos mais pobres não tinham acesso às ferramentas necessárias para continuar na escola, não possuíam o conhecimento para manusear essas tecnologias, viviam em um ambiente inadequado para aulas remotas, e por muitas vezes se sentiam inferiores, incapazes, resultando no abandono da escola por despreparo, desincentivo, desânimo, medo. 
No primeiro semestre de 2021, o Fundo das Nações Unidas para a Infância (Unicef) elaborou um documento com dados sobre os efeitos da pandemia nos índices de abandono e evasão escolar no Brasil. De acordo com o último censo escolar, no final de 2020 mais de 5 milhões de crianças e adolescentes entre 6 e 17 anos estavam fora da escola. Desses, mais de 40% se encontravam na faixa dos 6 aos 10 anos, grupo etário no qual o acesso à educação era praticamente universal antes da covid-19.
Diante do cenário narrado, concluímos que a pandemia trouxe consequências avassaladoras para a educação e que infelizmente aprofundou o quadro das desigualdades socioeconômicas e enfraqueceu o aluno e a escola. No entanto, na união dos esforços das escolas, famílias, governo e a sociedade, torna-se viável o combate à evasão escolar e a superação dos desafios impostos neste cenário desastroso. 

### Perspectivas da evasão escolar
Se indica que o fracasso e a evasão escolar podem ser abordados a partir de pelo menos três ângulos diferentes: 
- Por um lado, do ponto de vista regulatório focado no que a legislação estabelece sobre as condições a serem atendidas pelos alunos para que se encontrem em uma situação de evasão ou fracasso. 
- Também, uma visão biográfica que atenda às diferentes trajetórias e itinerários desenvolvidos pelos alunos para sua transição para a vida adulta. Se olharmos para esse ponto de vista, a evasão e o fracasso escolar seriam produto da combinação de três dimensões: • Uma socio-histórica, devido à estrutura pré-estabelecida na dinâmica de exclusão socioeducativa e às mudanças nos itinerários de aprendizagem para a melhor adaptação desses jovens à sociedade. • Uma biografia subjetiva, uma vez que as escolhas dos alunos em suas carreiras também entram em jogo a partir das diferentes oportunidades que lhes são oferecidas, ou não, pelo sistema educacional e seu ambiente imediato. • Uma política/institucional, pois seu desenvolvimento se dá no contexto escolar, levando em conta os diferentes agentes envolvidos em suas trajetórias -como professores ou políticas de apoio educacional e transição-. Dentro dessa dimensão política, valeria também considerar como os diferentes processos que se desencadeiam ao longo dessa trajetória dos estudantes são desenvolvidos para interromper ou promover uma mudança nos itinerários que levam ao abandono/fracasso. 
- Por último, encontramos uma perspectiva estatística que oferece uma visão geral de como a situação está nos diferentes países. Sería o caso da OCDE ou da União Europeia que, para a preparação dos dados, utilizam parâmetros diferentes se estivermos a falar, por exemplo, da idade - para a OCDE tem entre 20 e 24 anos.